# غار قلیانا
غار قلیانا (گرجی: ღლიანას მრვიმე) یک غار در گرجستان است که در تسقالتوبو جای دارد.